# Israelische Männer-Handballnationalmannschaft
Die israelische Männer-Handballnationalmannschaft vertritt den Handballverband Israels als Auswahlmannschaft bei internationalen Turnieren und Länderspielen im Männerhandball. Bis 1978 hatte die Internationale Handballföderation die israelische Nationalmannschaft teils dem Verband Asiens, teils Europa zugeordnet. Seit 1978 ist Israel – trotz seiner geographischen Lage in Asien – zur Europäischen Handballföderation (EHF). Der nationale Verband ist der Israelische Handballverband mit Sitz in Tel Aviv.

## Geschichte
Die israelische Handballnationalmannschaft bestritt ihr erstes Länderspiel, noch im Handball mit elf Spielern, 1961 gegen das Team aus Japan im Makkabia-Stadion (Tel Aviv). Das erste Spiel im Handball mit sieben Spielern wurde ebenfalls gegen Japan bestritten, im Yad Eliyahu (Tel Aviv) verlor Israel mit 17:20.

## Teilnahme an internationalen Wettbewerben

### Weltmeisterschaften

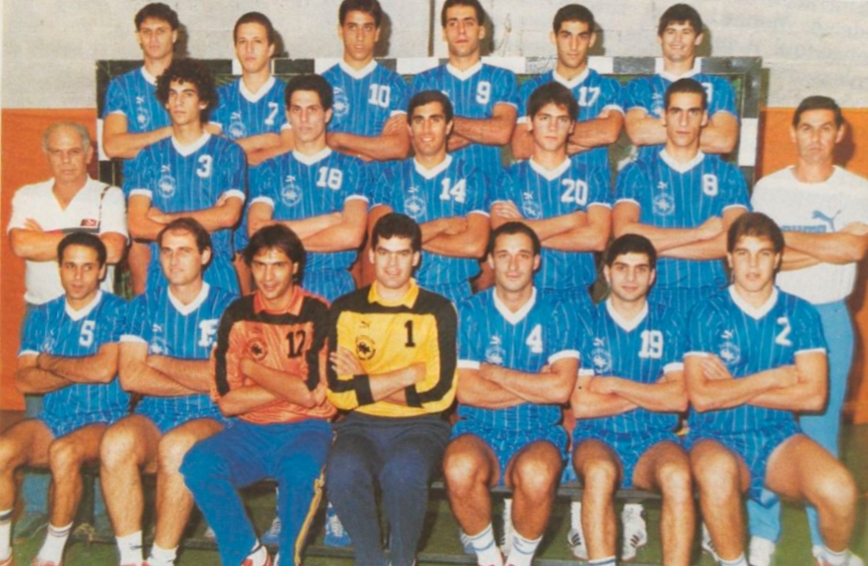
Die israelische Mannschaft vor der B-Weltmeisterschaft 1989.

Die israelische Nationalauswahl nahm von 1978 bis zur Abschaffung dieser Unterwettbewerbe an B- und C-Weltmeisterschaften der IHF teil.

### Europameisterschaften
Im Jahr 2002 konnte man sich zur Europameisterschaft in Schweden qualifizieren. Nach Niederlagen in allen drei Gruppenspielen gegen Portugal (15:26), Russland (26:27) und Dänemark (26:29) belegte Israel den 14. Platz (von 16 Teilnehmern).
Kader: Leonid Doroschenko (3/0), Shay Yafe (3/0), Michail Lewin (2/0), Wolodymyr Sajikman (2/0), Gideon Weisman (3/1), Liron Fayerman (2/1), Lior Laver (2/2), Erez Pepo (3/2), Meir Prujan (3/2), Avigdor Resch (3/3), Daniel Livgot (3/5), Oded Boutenko (1/5), Dov Yeshoua (3/8), Harel Moritz (3/8), David Balsar (3/14), Idan Maimon (3/16). Trainer: Shlomo Hoffman.

## Bekannte Spieler
- Leonid Doroschenko
- Michail Lewin
- Idan Maimon
- Chen Pomeranz
- Gil Pomeranz
- Wolodymyr Sajikman
- Avishay Smoler

## Trainer
David Pisonero trainiert das Team ab September 2024.
Vorherige Trainer waren: Eugen Trofin (bis 1983), Israel Brener (1982–1983), Moshe Lagil (1983–1984), Shlomo Hoffman (1992–2008), Gilad Maor (2008–2012), Dragan Đukić (2012–2015), Per Carlén (2015–2016), Oleg Boutenko (2016–2022) und Dragan Đukić (September 2022 bis August 2024).